# Episodi di Rizzoli & Isles (settima stagione)
La settima e ultima stagione della serie televisiva Rizzoli & Isles, composta da 13 episodi, è stata trasmessa in prima visione assoluta negli Stati Uniti d'America dal canale via cavo TNT dal 6 giugno al 5 settembre 2016.
In Italia è andata in onda in prima visione dal 2 gennaio al 13 febbraio 2017 sul canale pay Premium Crime, mentre in chiaro è stata trasmessa su Top Crime dal 13 settembre al 18 ottobre dello stesso anno.
| n° | Titolo originale           | Titolo italiano         | Prima TV USA     | Prima TV Italia  |
| -- | -------------------------- | ----------------------- | ---------------- | ---------------- |
| 1  | Two Shots: Move Forward    | Riso e proiettili       | 6 giugno 2016    | 2 gennaio 2017   |
| 2  | Dangerous Curve Ahead      | Curve pericolose        | 6 giugno 2016    | 2 gennaio 2017   |
| 3  | Cops vs. Zombies           | Poliziotti contro zombi | 13 giugno 2016   | 9 gennaio 2017   |
| 4  | Post Mortem                | Pacchi letali           | 20 giugno 2016   | 9 gennaio 2017   |
| 5  | Shadow of Doubt            | L'ombra del dubbio      | 27 giugno 2016   | 16 gennaio 2017  |
| 6  | There Be Ghosts            | Lo spettro assassino    | 11 luglio 2016   | 16 gennaio 2017  |
| 7  | Dead Weight                | La bomba di grasso      | 18 luglio 2016   | 23 gennaio 2017  |
| 8  | 2M7258-100                 | Episodio 100            | 25 luglio 2016   | 23 gennaio 2017  |
| 9  | 65 Hours                   | Corsa contro il tempo   | 1º agosto 2016   | 30 gennaio 2017  |
| 10 | For Richer or Poorer       | Gli sposi di una notte  | 15 agosto 2016   | 30 gennaio 2017  |
| 11 | Stiffed                    | Eterno riposo           | 22 agosto 2016   | 6 febbraio 2017  |
| 12 | Yesterday, Today, Tomorrow | Ieri, oggi, domani      | 29 agosto 2016   | 6 febbraio 2017  |
| 13 | Ocean-Frank                | L'ultimo caso           | 5 settembre 2016 | 13 febbraio 2017 |

## Riso e proiettili
- Titolo originale: Two Shots: Move Forward
- Diretto da: Gregory Prange
- Scritto da: Jan Nash

### Trama
Dopo gli spari esplosi dalla stalker di Jane, Nina rimane ferita gravemente mentre Maura ha solo un taglio superficiale sulla fronte e una probabile commozione cerebrale. Jane e Frankie corrono subito dietro Alice ma non riescono a prenderla. Durante le indagini riescono a trovare il posto in cui la donna si rifugia, ma ancora una volta non riescono a prenderla.

## Curve pericolose
- Titolo originale: Dangerous Curve Ahead
- Diretto da: Norman Buckley
- Scritto da: Ron McGee

### Trama
Una ragazza muore in un incidente stradale e quando la polizia informa la famiglia, loro affermano che è stato il suo fidanzato ad ucciderla: pensano che abbia sabotato la sua macchina. Frankie conduce le indagini e con l'aiuto di Maura riesce a stabilire che la ragazza si è suicidata. Intanto Jane e Korsak sono sulle tracce di Alice. Dopo essersi rincorse per un po', finalmente Jane e Alice si trovano faccia a faccia: Jane dovrà decidere cosa fare per mettere fine a questa storia.  Nina e Frankie si scambiano un bacio.

## Poliziotti contro zombi
- Titolo originale: Cops Vs. Zombies
- Diretto da: Steve Robin
- Scritto da: Katie Wech

### Trama
Un ragazzo viene trovato morto in strada mentre in città si sta svolgendo una convention di fan di zombie. Il cadavere, infatti, è stato "sistemato" come se fosse stato attaccato dagli zombie: con interiora finte fuori dal corpo e sangue finto. La squadra indaga su un tentato furto all'interno della convention. Intanto Angela decide di prendere il diploma e Maura cerca di convivere con la diagnosi della sua malattia.

## Pacchi letali
- Titolo originale: Post Mortem
- Diretto da: Mark Haber
- Scritto da: Meredith Philpott

### Trama
Un postino viene trovato morto nella sua auto e la squadra dovrà collaborare con una rude ed eccentrica ispettrice postale convinta che l'omicidio sia parte di una vasta cospirazione. Maura continua ad avere problemi con la sua malattia e sta prendendo in considerazione l'idea di sottoporsi ad un intervento chirurgico.

## L'ombra del dubbio
- Titolo originale: Shadow of Doubt
- Diretto da: Peter B. Kowalski
- Scritto da: Ken Hanes

### Trama
Una donna, avvocato molto conosciuto, viene trovata morta nella sua lussuosa casa da sua figlia e suo marito. Tutto fa pensare che sia caduta accidentalmente dalle scale, ma la donna ha il cranio fracassato e Maura pensa che non sia un incidente ma che sia stata uccisa. Intanto Maura si sottopone all'intervento chirurgico che potrebbe risolvere i suoi problemi e arriva Hope a prendersi cura di lei. La relazione tra Frankie e Nina viene svelata.

## Lo spettro assassino
- Titolo originale: There be a Ghosts
- Diretto da: Kevin G. Cremin
- Scritto da: Russ Grant

### Trama
Una donna malata di cancro viene uccisa mentre si trova ricoverata in ospedale e l'assassino ha lasciato sul corpo una rosa bianca. Mentre la squadra avvia le indagini, un dottore dello stesso ospedale viene ucciso e una rosa bianca viene ritrovata sul suo cadavere. Durante le indagini Maura e Jane si imbattono nella storia di un fantasma che infesta l'ospedale che sembra essere collegata al caso.

## La bomba di grasso
- Titolo originale: Dead Weight
- Diretto da: Steve Clancy
- Scritto da: Jeremy Svenson e Sam Lambeck

### Trama
Un ciclista esplode per apparente autocombustione ma Maura riesce a provare che si tratta di omicidio. Delle indagini se ne occupano Korsak e Frankie con l'aiuto di Nina mentre Jane è a Quantico a tenere delle lezioni alle reclute dell'FBI.

## Episodio 100
- Titolo originale: 2M7258-100
- Diretto da: Angie Harmon
- Scritto da: Janet Tamaro

### Trama
Due uomini vengono uccisi nella loro officina mentre stanno lavorando su una moto. Jane, durante la prima ispezione, scopre nell'officina un vano segreto pieno di armi. Così, per risolvere il caso, Jane va sotto copertura in un carcere femminile nella speranza di scoprire dei dettagli che possano fare chiarezza sul caso.

## Corsa contro il tempo
- Titolo originale: 65 Hours
- Diretto da: Mark Strand
- Scritto da: Meredith Philpott e Dan Hamamura

### Trama
Nel giorno in cui Jane e Korsak devono andare in tribunale per testimoniare in un caso di omicidio avvenuto due anni prima, si scopre che la prova più importante è scomparsa. La squadra avrà 65 ore di tempo per riuscire a recuperarla o per trovare nuove prove contro l'imputato.

## Gli sposi di una notte
- Titolo originale: For richer or poorer
- Diretto da: Sasha Alexander
- Scritto da: Ken Hanes

### Trama
Un uomo viene trovato morto in un parco e un altro viene trovato, sempre nello stesso parco, ferito ma vivo. Quest'ultimo è Edward, capo di una grossa azienda e sposato con Maura da 20 anni. I due da ragazzini, fecero una fuga d'amore e si sposarono a Las Vegas, ma per qualche motivo burocratico il loro matrimonio non fu mai  annullato. Intanto Jane decide di accettare la proposta di diventare istruttrice dell'FBI e quindi andare a Quantico e lo rivela a Maura. Quest'ultima, alla fine dell'indagine, divorzia da Edward mentre tra Angela e Ron c'è un riavvicinamento e Nina presenta Frankie a sua madre.

## Eterno riposo
- Titolo originale: Stiffed
- Diretto da: Jan Nash
- Scritto da: Katie Wech

### Trama
Durante il funerale di una vecchietta la bara cade, si apre e si scopre che all'interno, oltre alla vecchietta, c'è anche un uomo nudo. L'uomo è il proprietario dell'agenzia funebre che si è occupata proprio del funerale della vecchietta. Durante le indagini vengono trovati altri tre cadaveri in bare altrui: la squadra si mette subito al lavoro per capire cosa sia successo e individuare il colpevole. Intanto Tommy torna a Boston con il piccolo T. J. perché Lidia si vede con un altro uomo e Jane parla a Korsak e ad Angela della sua decisione di lasciare la polizia e passare all'FBI. Maura fa volontariato nella clinica di Hope e cerca di digerire la decisione presa da Jane mentre Frankie chiede a Nina di sposarlo.

## Ieri, oggi, domani
- Titolo originale: Yesterday, Today, Tomorrow
- Diretto da: Gregory Prange
- Scritto da: Ron McGee

### Trama
Un uomo viene trovato morto nella sua casa, Maura pensa sia stato soffocato. Korsak conosce la vittima perché 40 anni prima usciva con una delle sue figlie, inoltre Wendy, l'altra figlia della vittima, fu uccisa durante una festa di compleanno. Jane riceve a sorpresa la visita dell'agente Davis dell'FBI che le chiede di uscire mentre Maura viene a sapere delle critiche negative dell'editore sul suo romanzo.

## L'ultimo caso
- Titolo originale: Ocean-Frank
- Diretto da: Michael M. Robin
- Scritto da: Russ Grant e Jan Nash

### Trama
Il cadavere di un uomo viene ritrovato ammanettato al suo letto e tutto fa pensare ad un gioco erotico finito male. Intanto Angela prepara la festa per Korsak, Jane e Maura. Kent decide di preparare un video a cui tutti contribuiscono con un loro pensiero. La squadra si prepara a fare piani per il futuro: Jane andrà a Quantico, Maura a Parigi per scrivere il suo libro, Korsak in pensione e Nina e Frankie si sposeranno.